# Radio Malta
Radio Malta, maltesisch Radju Malta, ist die Rundfunkabteilung des Public Broadcasting Service (PBS), des öffentlichen Hörfunk- und Fernsehsenders des Inselstaates Malta im Mittelmeer.
Die Wurzeln von Radju Malta reichen bis ins Jahr 1935 zurück. Seit diesem Jahr wurde ein Kabel-Radio-System durch die britische Firma Rediffusion auf der Insel betrieben.
Radju Malta sendet außer nachts drei Hörfunkprogramme: das Wort- und Unterhaltungsprogramm Radju Malta auf Maltesisch (von 6 Uhr bis kurz nach 24 Uhr, Zielgruppe ist ein erwachsenes bis älteres Publikum, die Musikanteile sind zum großen Teil nostalgisch geprägt; nach Mitternacht werden Sendungen des Tagesprogramms wiederholt) sowie ebenfalls auf Maltesisch Radju Malta 2 (überwiegend Musik, für ein jüngeres Publikum); außerdem Magic Malta, ein fast durchweg musikalisches Unterhaltungsprogramm mit englischsprachiger Moderation. Nachrichten, gesellschaftspolitische, ökonomische und kulturelle Berichte werden vor allem im erstgenannten Programm, Radju Malta, gesendet.

## Verbreitung
Das Hörfunkprogramm Radju Malta wird terrestrisch auf der Insel Malta auf der UKW-Frequenz 93,7 MHz und auf der Insel Gozo auf 98,5 MHz sowie über einen Mittelwellensender auf der Frequenz 999 kHz ausgestrahlt. Über die Mittelwellenfrequenz ist Radio Malta in den Abendstunden in Teilen Südeuropas zu empfangen. Zusätzlich wird das Programm gestreamt. Radju Malta 2 sendet auf UKW 105,9 MHz (sowie auf 103,4 MHz auf der Insel Gozo) und Magic Malta auf UKW 91,7 MHz. Seine stereophonen Übertragungen sind in Malta über DAB+ zugänglich.